# Lill-Djupsjön, Lappland
Lill-Djupsjön är en sjö i Vilhelmina kommun i Lappland och ingår i Ångermanälvens huvudavrinningsområde. Sjön har en area på 0,133 kvadratkilometer och ligger 346,9 meter över havet.

## Delavrinningsområde
Lill-Djupsjön ingår i det delavrinningsområde (716601-152922) som SMHI kallar för Ovan Krokbäcken. Medelhöjden är 443 meter över havet och ytan är 50,46 kvadratkilometer. Räknas de 8 avrinningsområdena uppströms in blir den ackumulerade arean 187,39 kvadratkilometer. Laxbäcken som avvattnar avrinningsområdet har biflödesordning 2, vilket innebär att vattnet flödar genom totalt 2 vattendrag innan det når havet efter 299 kilometer. Avrinningsområdet består mestadels av skog (76 procent) och sankmarker (13 procent). Avrinningsområdet har 0,86 kvadratkilometer vattenytor vilket ger det en sjöprocent på 1,7 procent.